# Baške Oštarije
Baške Oštarije je naselje u Republici Hrvatskoj, u sastavu Općine Karlobag, Ličko-senjska županija.

## Povijest
U Domovinskom ratu, tijekom borba za Gospić, 15. rujna 1991. zrakoplovstvo JNA napalo je nenadano hotel Velebno u Baškim Oštarijama gdje je bila smještena hrvatska vojska.

## Stanovništvo
Prema popisu stanovništva iz 2001. godine, naselje je imalo 30 stanovnika te 16 obiteljskih kućanstava.
| broj stanovnika | 213   | 234   | 296   | 294   | 365   | 413   | 397   | 346   | 320   | 289   | 195   | 129   | 76    | 48    | 30    | 27    | 28    |
|                 | 1857. | 1869. | 1880. | 1890. | 1900. | 1910. | 1921. | 1931. | 1948. | 1953. | 1961. | 1971. | 1981. | 1991. | 2001. | 2011. | 2021. |